# Paulo Gazzaniga
Paulo Dino Gazzaniga, född 2 januari 1992 i Murphy, är en argentinsk fotbollsmålvakt som spelar för Girona.

## Spelarkarriär
Gazzaniga anslöt till Valencias ungdomssektion 2007, efter att ha börjat spela i Unión y Cultura. Han lyckades dock inte ta en plats i a-laget och släpptes senare i maj 2011.

### Gillingham
I juli 2011 tecknade Gazzaniga ett tvåårigt kontrakt med League Two-klubben Gillingham för att utmana Ross Flitney om platsen som förstamålvakt. Gazzaniga rekommenderades till Gillinghams tränare Andy Hessenthaler av Wigan Athletics europeiska scout, efter att han fått lämna Valencia. Han gjorde sin professionella debut för klubben den 4 oktober 2011 i en 3–1-förlust mot Barnet i Football League Trophy.

### Southampton
Den 20 juli 2012 undertecknade Gazzaniga ett fyraårigt avtal med det nyuppflyttade Premier League-laget Southampton. Han beskrev det som "en galen situation" men sa att det var som "en dröm". Gazzaniga gjorde sin debut den 28 augusti 2012 i en 4-1-seger mot Stevenage i Ligacupens andra omgång. Han gjorde sin ligadebut nästan en månad senare, den 22 september i en 4–1-seger mot Aston Villa.
Gazzaniga användes som andraalternativ efter förstamålvakterna Kelvin Davis, Artur Boruc och Fraser Forster, och gjorde endast två framträdanden under säsongen 2014-15. Han tecknade ett nytt fyraårigt avtal med Southampton den 11 september 2015. Den 29 juli 2016 anslöt Gazzaniga till Segunda División-klubben Rayo Vallecano på lån för säsongen 2016-17.

### Tottenham Hotspur
Den 23 augusti 2017 anslöt Gazzaniga till Premier League-klubben Tottenham Hotspur på ett femårigt kontrakt. Han återförenades då med Mauricio Pochettino, sin tidigare tränare i Southampton. Han gjorde sin Premier League debut för klubben den 5 november 2017 och höll nollan i en 1-0-seger mot Crystal Palace. Efter matchen fick han lovord av Pochettino som menade att Gazzaniga presterat "fantastiskt bra" i sin debutmatch.
Den 27 maj 2021 meddelade Tottenham att Gazzaniga skulle lämna klubben i samband med att hans kontrakt gick ut i slutet av säsongen 2020/2021.

### Fulham
Den 24 juli 2021 värvades Gazzaniga av Fulham, där han skrev på ett tvåårskontrakt.

### Girona
Den 1 september 2022 lånades Gazzaniga ut till Girona på ett låneavtal över säsongen 2022/2023. Den 6 juni 2023 skrev han på ett tvåårskontrakt med klubben.